# Nelly Mutti
Nelly Mutti (ur. 30 sierpnia 1956) – zambijska prawniczka i polityczka. Członkini (ex officio) i spikerka Zgromadzenia Narodowego Zambii od 2021 roku.

## Życiorys

### Młodość, edukacja i kariera zawodowa
Mutti urodziła się 30 sierpnia 1956.
Była wiceprzewodniczącą zambijskiej izby adwokackiej. Ukończyła studia prawnicze na Uniwersytecie Zambijskim w Lusace. Jest certyfikowanym arbitrem i mediatorką.
Była partnerką zarządzającą Lukona Chamber, dużej zambijskiej kancelarii prawnej. Od 2005 roku była dyrektorką Emeritus Reinsurance, a w 2011 roku została powołana na stanowisko prezeski firmy.

### Działalność polityczna
W latach 2002–2006 była przewodniczącą komisji antykorupcyjnej. A w latach 2003–2005 przewodniczącą komisji konstytucyjnej.
3 września 2021 została wybrana jednogłośnie spikerką Zgromadzenia Narodowego Zambii. Jest pierwszą kobietą na tym stanowisku. Spiker Zgromadzenia wybierany jest spośród zambijskich obywateli uprawnionych do bycia członkami Zgromadzenia, jednak w nim nie zasiadających; spiker zostaje członkiem izby ex officio.
Od września 2021 do lipca 2023 roku zasiadała w Standing Orders Committee i House Business Committee. Od września 2023 roku ponownie zasiada w tych komisjach.
5 kwietnia 2025 roku podczas posiedzenia w Taszkencie została wybrana wiceprzewodniczącą Unii Międzyparlamentarnej. Zasiada również w komitecie wykonawczym organizacji, jej kadencja kończy się w październiku 2027 roku.

### Życie prywatne
Jest wdową. Została wybrana honorową członkinią Africa Public Relations Association.